# Cueva de los cristales (Naica)

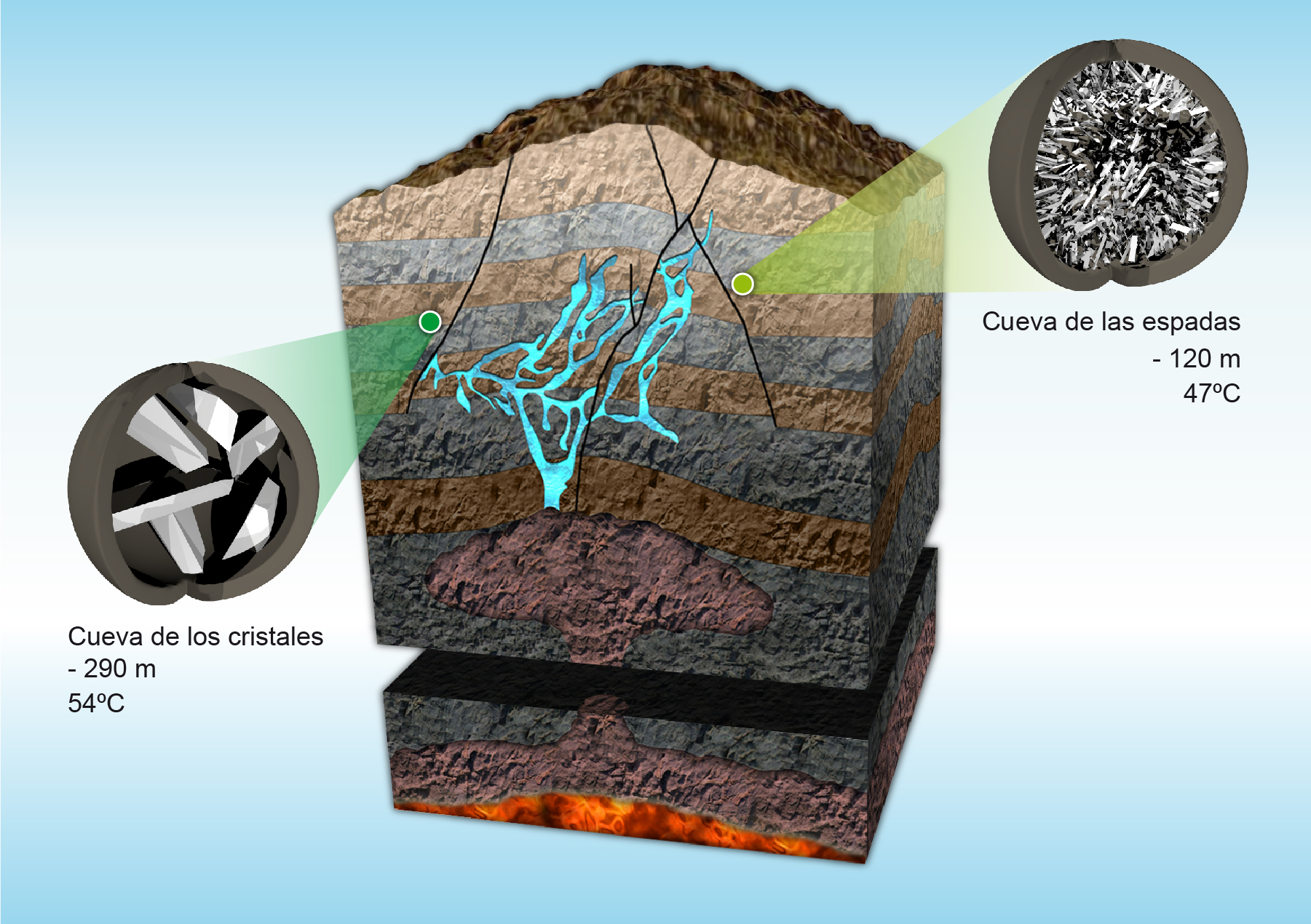

La cueva de los cristales o cueva de Naica es una cueva conectada a la mina de Naica a 300 metros (984 pies) bajo la superficie, en Naica, localidad de la municipalidad de Saucillo, Chihuahua (México). No es una geoda en sentido estricto. Como su nombre indica se trata de una cueva con cristales. La cámara principal contiene cristales gigantes de selenita (yeso, CaSO4·2 H2O), algunos de los cristales naturales más grandes jamás encontrados. El cristal más grande de la cueva encontrado hasta la fecha es de 12 m (39.4 pies), de largo por 4 m (13 pies), de diámetro y 55 toneladas de peso. La cueva es extremadamente caliente, con la temperatura del aire que alcanza hasta 58 °C (136 °F), y con una humedad relativa de entre el 90 y 99 %. La cueva está relativamente inexplorada debido a estos factores. Sin una protección adecuada, los trabajadores solo pueden soportar alrededor de diez minutos de exposición continua a estos factores ambientales.
La cueva fue descubierta por los hermanos Eloy y Javier Delgado, mineros de oficio, en abril del año 2000.
Un grupo de científicos, conocidos como «Proyecto Naica», ha estado muy involucrado en la investigación de estas cavernas.

## Formación de los cristales
Naica se encuentra en una falla sobre una cámara magmática subterránea ubicada aproximadamente de 3 a 5 kilómetros por debajo de la cueva. El magma calentó el agua subterránea que estaba saturada con iones de sulfuro (S2−). El agua superficial oxigenada más fría, entró en contacto con el agua caliente saturada con minerales, pero no se mezclaron por la diferencia entre sus densidades. El oxígeno difundió lentamente en el agua caliente y oxidó los sulfuros (S2−) en sulfatos (SO42−) que precipitaron como anhidrita (CaSO4). Cuando la temperatura general de la cueva comenzó a caer por debajo de los 56 °C, los cristales de anhidrita hidrotermal y sedimentaria se disolvieron y formaron cristales de selenita (CaSO4 • 2H2O). El sulfato de yeso hidratado se cristalizó a un ritmo extremadamente lento durante el curso de al menos 500 000 años, formando los enormes cristales actuales.

## Descubrimiento
En 1910, unos mineros descubrieron una cueva por debajo de los trabajos de la mina de Naica: la cueva de las espadas. Está ubicada a una profundidad de 120 metros sobre la cueva de los cristales, y contiene cristales más pequeños (de 1 metro de largo). Se cree que a este nivel, las temperaturas de transición pudieron haber caído más rápidamente, dando fin al crecimiento de los cristales.
La cueva de los cristales gigantes fue descubierta en el año 2000 por mineros que excavaban un nuevo túnel para la compañía minera Industrias Peñoles, mientras perforaban la falla de Naica que les preocupaba inundaría la mina. El complejo de la mina de Naica contiene depósitos sustanciales de plata, zinc y plomo.
La cueva de los cristales es una cavidad en forma de herradura en piedra caliza. Su suelo está cubierto con bloques cristalinos perfectamente facetados. Sobresalen enormes vigas de cristal tanto de los bloques como del suelo, que se deterioran rápidamente con el aire.
También se descubrieron dos cuevas más pequeñas en el 2000, la cueva ojo de reina, y la cueva de las velas, y otra cámara se encontró durante un proyecto de perforación en el 2009. La nueva cueva, llamada palacio de hielo, está a 150 metros de profundidad, y no está inundada, pero sus formaciones de cristales son mucho más pequeñas, con forma de coliflores y cristales finos fililiformes.